# Bourj el-Brajné
Bourj Al Barajina (en arabe : برج البراجنة), transcrit aussi en français en Bourj el-Brajné, est une municipalité de la banlieue sud de Beyrouth.
La municipalité se trouve près de l'aéroport international de Beyrouth - Rafic Hariri. Il compte près de 25 000 habitants, surtout des réfugiés palestiniens qui vivent dans le camp.

## Camp de réfugiés de Bourj el-Barajneh
Le camp de réfugiés de Bourj el-Barajneh est situé à la périphérie de la municipalité. La Ligue des Sociétés de la Croix-Rouge a établi le camp en 1948 pour accueillir un afflux de réfugiés palestiniens en provenance du nord de la Palestine. Le camp a été assiégé par l'armée israélienne et les phalangistes chrétiens libanais en 1982, après l'invasion du Liban par Israël au début de la même année. Elle (et d'autres camps palestiniens) a également été assiégée par la milice Amal de février 1984 à février 1987 dans le cadre de la prise de Beyrouth-Ouest. Selon l'UNRWA, plus de 20 000 réfugiés palestiniens vivent dans ce camp, alors qu'à l'origine, seuls 10 000 d'entre eux devaient vivre sur ce site d'un kilomètre carré. Après la crise en Syrie, de nombreux réfugiés syriens se sont alors installés dans le camp, ce qui a considérablement augmenté sa population. Les conditions de vie dans le camp sont terribles et de nombreux décès sont enregistrés chaque année à la suite d'électrocutions et d'effondrements de bâtiments.

## Attentats de novembre 2015
Le 12 novembre 2015, le faubourg de Bourj el-Barajneh a été le théâtre de deux attentats suicides. Au moins 43 personnes ont été tuées et 239 blessées. Un homme, père de deux enfants, Adel Termos, s'est jeté sur le deuxième terroriste et a sauvé d'innombrables vies au prix de sa propre vie

## Musique
Dans les camps de réfugiés de Jénine, Deir Ghassaneh, Kalandia et Jalazone, en Cisjordanie mais aussi de Chatila et de Bourj el-Barajneh à Beyrouth, l'école de musique de l'association Al Kamandjâti, fondée à Angers en 2002 et installée à Ramallah en 2008 par Ramzi Aburedwan, forme des apprentis interprètes. Plus de 150 élèves s'inscrivent chaque année aux cours de théorie de la musique et d’apprentissage d'un ou plusieurs instruments. L'association fournit instruments, pupitres et partitions. Les cours sont assurés par des musiciens étrangers comme ceux de l'Orchestre arabo-andalou d'Anjou, de l'Orchestre de chambre de Paris ou comme le chef Diego Masson qui encadrent les jeunes bénévolement. Des concerts sont organisés en Cisjordanie mais parfois aussi en Israël, souvent annulés en raison des conflits,.